# Kerivoula krauensis
Kerivoula krauensis är en fladdermus i familjen läderlappar som förekommer på Malackahalvön i Sydostasien.
Arten upptäcktes för första gången under tidig 2000-talet i Krau Wildlife Reserve på Malackahalvön i Malaysia. Året 2014 hittades ytterligare en individ på samma halvö i södra Thailand. De flesta exemplar fångades med slöjnät i undervegetationen av regnskogar. Näten var uppställda intill vattenansamlingar och i områden utan öppet vatten. En annan studie från 2014 hittade exemplar av arten på södra Sumatra.
Individerna från Malaysia hade en kroppslängd (huvud och bål) av 3,8 till 3,9 cm, en svanslängd av 3,4 till 3,7 cm och en vikt av 2,7 till 3,2 g. Exemplaret från Thailand var utan svans 3,2 cm lång, svanslängden var 3,3 cm och vikten var 3,2 g. Kerivoula krauensis har 2,9 till 3,1 cm långa underarmar, 1,2 cm stora öron och cirka 0,7 cm långa bakfötter. Den långa och ulliga pälsen bildas på ovansidan av bruna hår med gula spetsar och undersidans hår är mörkbruna med ljusgråa spetsar. Kännetecknande är en gul körtel mellan varje öga och nosen. På svansflyghuden förekommer några glest fördelade hår.
Djuret jagar med hjälp av ekolokalisering. Honor som var dräktiga registrerades i februari och april.
Antagligen utgör skogsavverkningar ett hot. IUCN lister arten med kunskapsbrist (DD).